# 村井利彰
村井 利彰（むらい としあき、1955年1月4日 - ）は、日本の実業家。ニチレイ代表取締役社長を経て、同社代表取締役会長。日本冷蔵倉庫協会会長や大日本水産会副会長、食品産業センター副会長なども務めた。

## 人物・経歴
福岡県久留米市出身。1973年久留米大学附設高校卒業。1977年九州大学経済学部卒業、日本冷蔵（現ニチレイ）入社。2001年経営企画部長。2005年取締役執行役員兼ニチレイロジグループ本社代表取締役社長。2007年からニチレイ代表取締役社長を務め、タイでのチキン工場建設などを行った。2012年ニチレイロジグループ本社取締役会長兼務。2013年ニチレイ代表取締役会長。日本冷蔵倉庫協会会長、大日本水産会副会長、食品産業中央協議会会長、食品産業センター副会長、内閣府消費者委員会委員なども務めた。